# Roland Vazquez
Roland Vazquez (Pasadena (Californië), 4 juli 1951) is een Amerikaanse jazzdrummer en -componist.

## Biografie
Vazquez, afkomstig uit een muzikantenfamilie, begon in 1963 te drummen onder de indruk van een concert van Mongo Santamaría. In Los Angeles trad hij voor het eerst op met rhythm-and-blues- en rockbands. Na een ongeval waarbij hij een pauze moest nemen, ontdekte hij in 1969 zijn compositievaardigheden. Hij studeerde compositie aan het Westminster College in Utah en begon zijn vaardigheden toe te passen in zijn eigen band Urban Ensemble, die hij in 1974 oprichtte. In 1977 bracht hij zijn eerste werken met deze combo uit op het album The Music of Roland Vazquez. Het resultaat was het L.A. Jazz Ensemble, met musici als Patrice Rushen, Brian Lynch, Bennie Maupin, Anthony Jackson, Alex Acuña en Clare Fischer. Vazquez werkte ook voor Willie Bobo en was tussen 1978 en 1981 lid van de band Salsa Picante van Clare Fischer.
In 1981 verhuisde hij naar New York, waar hij zijn studie voortzette aan de Manhattan School of Music. In de jaren daarna presenteerde hij een aantal van zijn eigen albums. Sinds 1991 heeft hij zijn kwintet (met Walt Weiskopf, Mark Soskin, Anthony Jackson en percussionist Frank Malabe), af en toe uitgebreid tot een bigband. Hij was ook lid van de Drummer's Collective Big Band.
Vasquez werkte ook als producent en componist. Hij schreef een concert voor Christopher Lamb, de solo-percussionist van het New York Philharmonic Orchestra. In 2000 volgde Ghost in the Mountain voor strijkkwartet en symfonieorkest. Zijn tonale taal is gebaseerd op Afro-Cubaanse en Puerto Ricaanse muzikale tradities. Vazquez werkte ook samen met Michel Camilo, Sammy Figueroa, Ronnie Foster, Onaje Allan Gumbs, Kenny Kirkland, Jaco Pastorius, Lenny Pickett en Poncho Sanchez.
Vazquez, die getrouwd is met de componiste Susan Botti, doceerde tussen 1988 en 1998 aan de Manhattan School of Music, daarna aan de University of Michigan van 2000 tot 2005 en bracht daarna twee jaar met zijn gezin door aan de American Academy in Rome. Hij ging ook op tournee met de pianist Riccardo Fassi.

## Discografie
- 1977: L.A. Jazz Ensemble Best of
- 1982: Feel Your Dream
- 1987: The Tides of Time
- 1990: No Separate Love
- 1996: Further Dance
- 2010: The Visitor